# Landeskrankenhaus für Forensische Psychiatrie Uchtspringe
Das Landeskrankenhaus für Forensische Psychiatrie Uchtspringe ist eine Einrichtung für den Maßregelvollzug und befindet sich in Uchtspringe, Sachsen-Anhalt. Träger ist die Salus gGmbH.
Das Krankenhaus verfügt über 210 Plätze.
In Lochow befindet sich eine Außenstelle mit weiteren 80 Plätzen.
Die Außenstelle ist auf einem ehemaligen Bundeswehrgelände bei Möckern für 8 Millionen Euro Kosten errichtet worden.